# 中共襄垣县第一党支部旧址
中共襄垣县第一党支部旧址，位于山西省长治市襄垣县侯堡镇邕子村，是一处山西省文物保护单位。
2021年8月4日，中共襄垣县第一党支部旧址公布为第六批山西省文物保护单位，年代为1927年，近现代重要史迹及代表性建筑类，编号6-339。